# Староосотська сільська рада
Староосотська сільська рада — колишній орган місцевого самоврядування у Олександрівському районі Кіровоградської області з адміністративним центром у с. Стара Осота.

## Населені пункти
Сільській раді підпорядковані населені пункти:
- с. Стара Осота
- с. Іванівка
- с. Нова Осота
- с. Поселянівка

## Склад ради
Рада складається з 16 депутатів та голови.

### Керівний склад ради
| ПІБ                          | Основні відомості                                                 | Дата обрання | Дата звільнення |
| ---------------------------- | ----------------------------------------------------------------- | ------------ | --------------- |
| Брюховецький Юрій Степанович | Сільський голова, 1954 року народження, освіта, безпартійний      | 26.03.2006   | 31.10.2010      |
| Брюховецький Юрій Степанович | Сільський голова, 1973 року народження, освіта вища, безпартійний | 31.10.2010   |                 |

Примітка: таблиця складена за даними джерела

## Населення
Згідно з переписом УРСР 1989 року чисельність наявного населення сільської ради становила 3890 осіб, з яких 1661 чоловік та 2229 жінок.
За переписом населення України 2001 року в сільській раді мешкало 3070 осіб.

### Мова
Розподіл населення за рідною мовою за даними перепису 2001 року:
| Мова       | Відсоток |
| ---------- | -------- |
| українська | 96,75 %  |
| російська  | 1,27 %   |
| циганська  | 1,27 %   |
| молдовська | 0,36 %   |
| вірменська | 0,10 %   |
| білоруська | 0,07 %   |